# Station Nové Zámky
Het station Nové Zámky is een belangrijk spoorwegstation en - knooppunt. Het is gelegen aan het Plein van de republiek (Slowaaks: Námestie republiky) in Nové Zámky (Slowakije).

## Geschiedenis
Het eerste station van Nové Zámky werd in 1850 in gebruik genomen, toen de spoorlijn van Bratislava naar Štúrovo geopend werd. Nadien, door de aanleg van sporen naar Komárom, Prievidza, Zvolen en Zlaté Moravce, kreeg deze spoorinstelling een belangrijke rol voor het binnenlands en internationaal verkeer.
Geleidelijk werden tien sporen en vier perrons gebouwd. De plaats werd een knooppunt van interregionaal belang, en een werkzetel voor personeel en technici. 
De belangrijkste lijnen zijn dubbelsporig en geëlektrificeerd, de lijnen naar Komárno en Zlaté Moravce zijn enkelsporig en niet-geëlektrificeerd.

## Lijnen
- 130 (Bratislava – Nové Zámky – Štúrovo)
- 135 (Nové Zámky – Komárom)
- 140 (Nové Zámky – Prievidza)
- 150 (Nové Zámky – Zvolen)
- 151 (Nové Zámky – Zlaté Moravce)

## Afbeeldingen

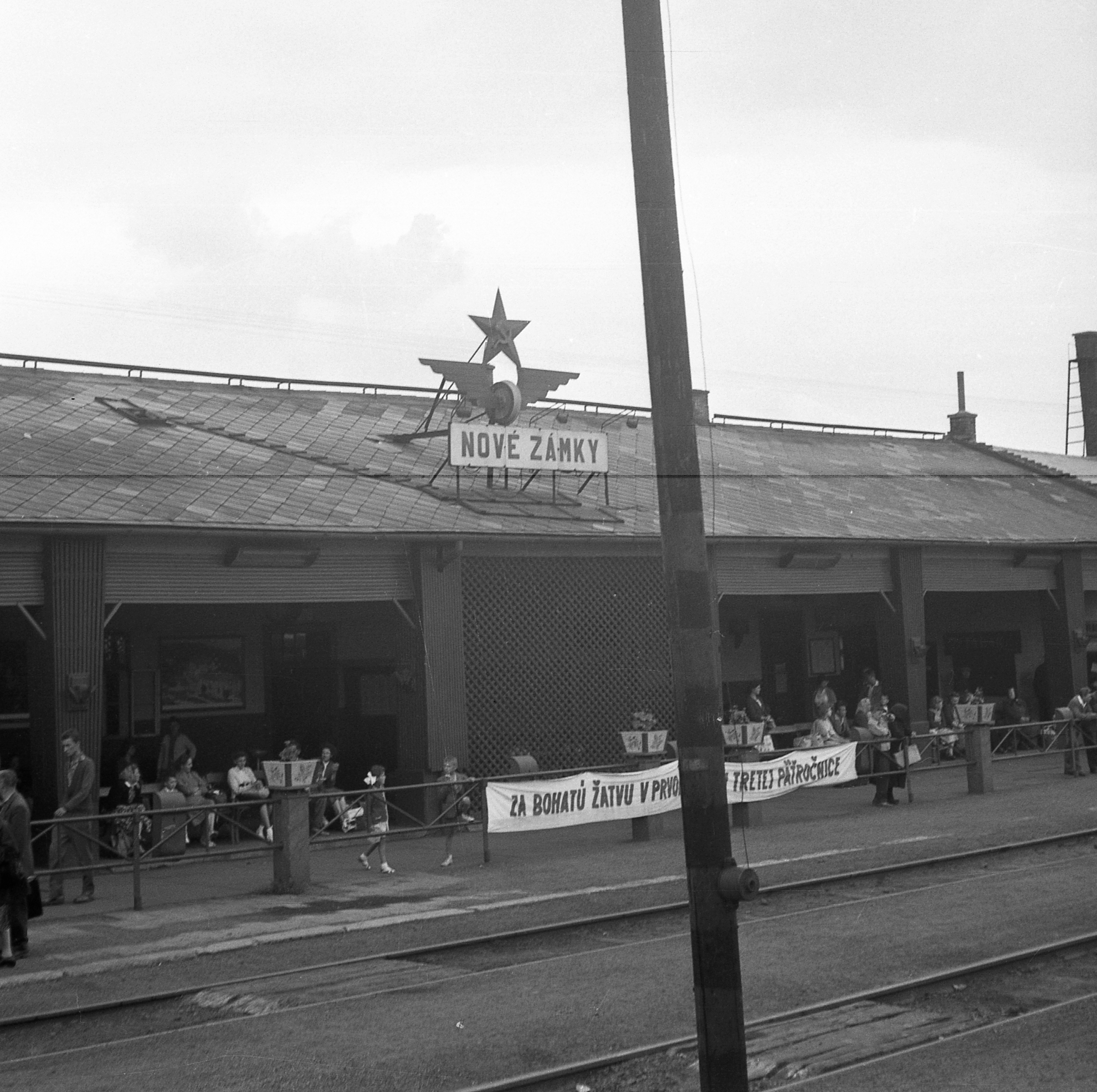
Het station in 1969
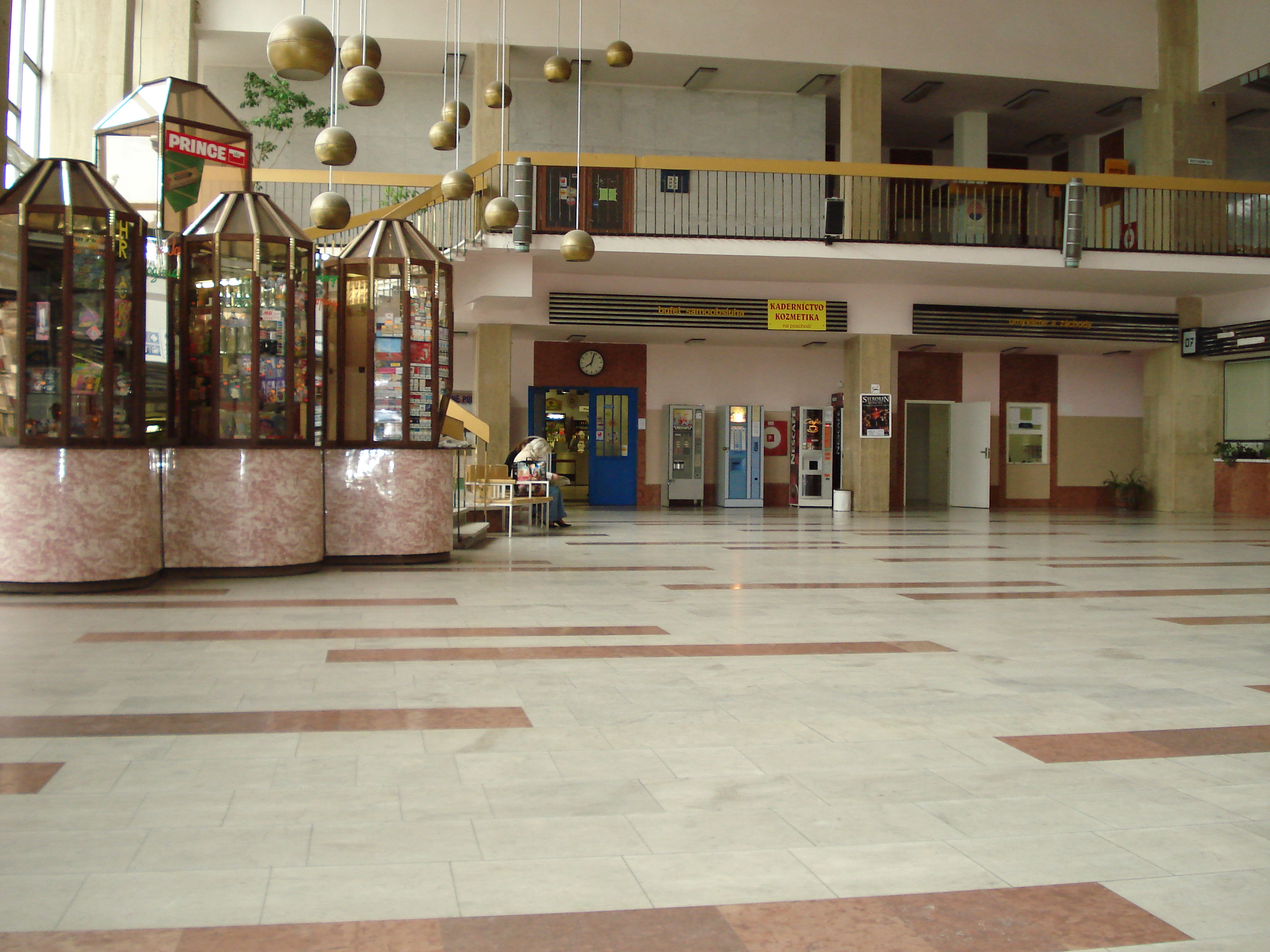
Interieur (lokettenzaal)
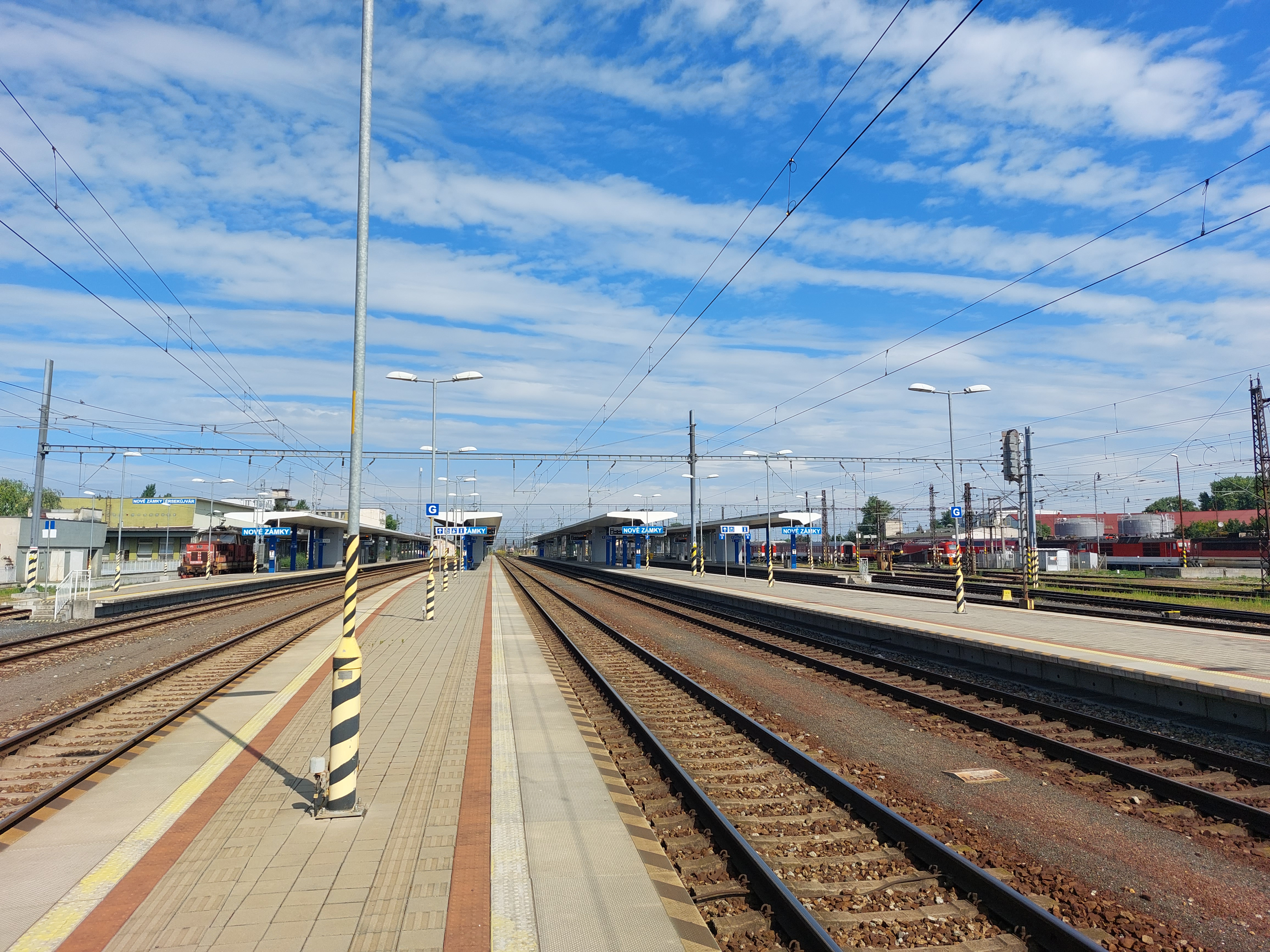
Zicht op de perrons en de sporen